# 핼리 허시
홀리 허시(Hallee Hirsh, 영어 발음: /ˈhɒli/, 1987년 12월 6일 ~ )는 미국의 배우이다.

## 출연 작품
- 인필트레이터스 (2014)
- 데블스 트레저 (2011)
- 열여섯 살의 첫키스 (2009)
- 크리스마스에 생긴 일 (2009)
- 해피 엔딩 (2005)
- 스피크 (2004)
- 죠 굴드의 비밀 (2000)
- 유브 갓 메일 (1998)
- 왓 더 데프 맨 허드 (1997)
- 노빌 앤 트루디 (1997)
- 로리타 (1997)

### 텔레비전
- 애즈 더 월드 턴즈 (1996)
- 로앤오더 (1998-99)
- 저징 에이미 (2000)
- ER (2001-09)
- 90210 (2008)